# Baltic Seaplane
Baltic Seaplane ist eine deutsche Fluggesellschaft mit Sitz in Flensburg und Basis auf dem Flugplatz Flensburg-Schäferhaus.

## Geschichte
Im Januar 2015 gründeten die Wasserfluglehrer Heiko Harms (ehemals Starfighter- und Tornado-Fluglehrer der Marine) und Luis Pitacas, ehemals aus dem Unternehmen Clipper Aviation, zusammen geschäftsführend mit den neu dazu gewonnenen Piloten Gernot Sirrenburg und Hendrik Vesterlund das neue Wasserflugunternehmen Baltic Seaplane in Flensburg.

## Dienstleistungen
Baltic Seaplane führt Wasserrundflüge von der Wasserflugstation Flensburg Sonwik über die Flensburger Förde und zu den Ochseninseln sowie von der Wasserflugstation Plau am See über die Mecklenburgische Seenplatte. Zudem betreibt Baltic Seaplane eine Flugschule in Flensburg, die sich auf den Erwerb der Wasserflugberechtigung (Class Ratings SEP) spezialisiert hat.

## Flotte
Mit Stand Oktober 2022 besteht die Flotte der Baltic Seaplane aus drei Flugzeugen:
| Flugzeugtyp  | Anzahl | Luftfahrzeugkennzeichen | Anmerkungen                               | Sitzplätze |
| ------------ | ------ | ----------------------- | ----------------------------------------- | ---------- |
| Cessna 172 P | 1      | D-ECFP                  | Schul- und Reisemaschine (Wasserflugzeug) | 4          |
| Piper PA-28  | 1      | D-EHER                  | Schul- und Reisemaschine                  | 4          |
| Robin 2160D  | 1      | D-EIWR                  | Schul- und Reisemaschine                  | 2          |
| Gesamt       | 3      |                         |                                           |            |